# Saint-Julien-de-Raz
Saint-Julien-de-Raz is een plaats en voormalige gemeente in het Franse departement Isère in de regio Auvergne-Rhône-Alpes en telt 443 inwoners (1999). De plaats maakt deel uit van het arrondissement Grenoble.

## Geschiedenis
Saint-Julien-de-Raz is op 1 januari 2017 gefuseerd met de gemeente Pommiers-la-Placette tot de gemeente La Sure en Chartreuse. 

## Geografie
De oppervlakte van Saint-Julien-de-Raz bedraagt 10,7 km², de bevolkingsdichtheid is 41,4 inwoners per km².
De onderstaande kaart toont de ligging van Saint-Julien-de-Raz met de belangrijkste infrastructuur en aangrenzende gemeenten.

## Demografie
Onderstaande figuur toont het verloop van het inwonertal.